# MFK Orbita Zaporoże
Orbita Zaporoże (ukr. Міні-футбольний клуб «Орбіта» Запоріжжя, Mini-Futbolnyj Kłub "Orbita" Zaporiżżia) – ukraiński klub futsalu, mający siedzibę w mieście Zaporoże. W 1992 występował w rozgrywkach mistrzostw Ukrainy.

## Historia
Chronologia nazw:
- 1992: Orbita Zaporoże (ukr. «Орбіта» Запоріжжя)
- 1993: klub rozwiązano

Klub futsalowy Orbita Zaporoże został założony w Zaporożu w 1992 roku. W 1992 debiutował w mistrzostwach Ukrainy w futsalu, zdobywając brązowe medale. Potem przez problemy finansowe został rozwiązany.

## Sukcesy

### Trofea międzynarodowe
Nie uczestniczył w rozgrywkach europejskich (stan na 31-05-2019).

### Trofea krajowe
| \| \| Zdobyte trofea w rozgrywkach Ukrainy (stan na: 31-05-2019) \| |                                                            |      |                     |
| Rozgrywki                                                           | Osiągnięcie                                                | Razy | Sezon(y)            |
| · Mistrzostwo                                                       | I miejsce                                                  | 0    |                     |
| · Mistrzostwo                                                       | II miejsce                                                 | 0    |                     |
| · Mistrzostwo                                                       | III miejsce                                                | 1    | 1992 (nieoficjalne) |
| Puchar                                                              | zdobywca                                                   | 0    |                     |
| Puchar                                                              | finalista                                                  | 0    |                     |
| Ukraina                                                             | Zdobyte trofea w rozgrywkach Ukrainy (stan na: 31-05-2019) |      |                     |

## Struktura klubu

### Stadion
Klub rozgrywał swoje mecze domowe w Hali Pałacu Sportowego Junist' w Zaporożu. Pojemność: 500 miejsc siedzących.